# Флаг Мирного (ЗАТО)
Флаг муниципального образования «Мирный» Архангельской области Российской Федерации — опознавательно-правовой знак, служащий официальным символом муниципального образования.
Ныне действующий флаг утверждён 27 апреля 2005 года и внесён в Государственный геральдический регистр Российской Федерации с присвоением регистрационного номера 1951.

## Описание
«Прямоугольное полотнище с отношением высоты к длине 2:3, состоящее из трёх вертикальных полос: средней синего цвета (шириной 1/2 от длины полотнища) и боковых красного цвета (каждая — шириной в 1/4 от длины полотнища).
В центре синей полосы — фигуры герба Мирного: внизу жёлтый камень в виде равностороннего огранённого шестиугольника, грани которого выполнены наподобие пятиконечных звёзд; в середине — северное сияние, изображённое параллельными тонкими белыми вертикальными линиями, составляющими подобие развевающегося от древка вымпела; вверху — жёлтый наконечник стрелы без втулки, положенный наискось остриём к древку, справа от которого — белая четырёхконечная звезда с удлинёнными левым и нижним лучами».

## Предыдущий флаг

### Описание
«Флаг муниципального образования Мирный представляет собой прямоугольное полотнище, рассечённое тремя вертикальными полосами: крайними — красного и центральной — синего цвета. Ширина Флага составляет 2/3 его длины. 
Соотношение красной полосы к синей, как 1:2».

### Символика
…Червлень (красный цвет) — символ храбрости, мужества и неустрашимости; лазурь (синий цвет) — символ красоты, мягкости и величия.